# Arbetsdomstolens domar
Arbetsdomstolens domar (ADD) är en rättsfallsamling utgiven av Arbetsdomstolen. Samlingen utges årligen.